# 上海軌道交通16号線
上海軌道交通16号線（シャンハイきどうこうつう16ごうせん、中文表記: 上海轨道交通16号线、英文表記: Shanghai Metro Line 16）は、中華人民共和国上海市を走る上海軌道交通の路線。

## 概要
全長は58.962 kmで13の駅が設けられており、地下駅が3駅、高架駅が10駅ある。最大駅間距離は10.625 kmで、最小駅間距離は2.558 kmである。
元々は、上海軌道交通11号線南段部分として計画されており、上海軌道交通21号線とも言われていた路線である。建設予算は147.02億元。
開業時から快速列車（中国語: 大站车）が運転されており、これは中国の地下鉄では初めてであった。しかし、開業当初は運転本数が終日にわたり少なく、列車も3両編成で運行された結果非常に混雑したため、2014年1月30日のダイヤ改正で普通列車に置き換えられ、快速列車の運転が取りやめられた。その後、車両の増備により輸送力が増強されて、2016年3月21日のダイヤ改正から快速列車の運転を再開した。
車内放送は中国語（普通話）と英語のほか、上海語が使用されている。

### 路線データ
- 路線距離：58.962 km
- 軌間：1,435 mm
- 駅数：13駅（起終点駅含む）
- 複線区間：全線
- 電化区間：全線（直流 1,500 V 第三軌条方式）
- 最高速度：120 km/h
- 地下区間：恵南駅西 - 恵南駅東、臨港大道駅北 - 滴水湖駅
- 高架区間：竜陽路駅西 - 恵南駅西、恵南駅東 - 臨港大道駅北
- 走行方向：右側通行
- 表定速度
  - 竜陽路 - 滴水湖間：快速45分、表定速度77 km/h、途中停車駅数3
    - 最高速度、表定速度とも上海軌道交通の路線で最速である。一般的な上海軌道交通の路線は平均速度が30 km/h - 40 km/h程度である。

## 沿革
- 2010年3月22日：滴水湖駅（旧名 臨港新城駅）の滴水湖畔で開工式が行われ、正式に着工する[4]。
- 2013年12月29日：羅山路 - 滴水湖間で試運行を開始[5]。
- 2014年
  - 1月11日：ダイヤ調整を実施。土休日の午前8時から午後8時まで、運転間隔を20分間隔から10分間隔に改める。それ以外の時間帯でも20 - 22分間隔から15 - 17分間隔に短縮[6]。
  - 1月30日：ダイヤ改正を実施し、快速列車の運転を廃止[7]。平日・土休日とも始発から午後9時まで、運転間隔を10分間隔に短縮し、午後9時以降も12分 - 16分間隔に短縮。
  - 12月28日 竜陽路 - 羅山路間で試運行を開始[8]。ダイヤ改正を実施し、平日・土休日とも午前7時30分から午後7時30分まで運転間隔を8分間隔に短縮。
- 2016年3月21日：ダイヤ改正により、快速列車の運転を再開。
- 2017年4月28日：ダイヤ改正により、最終列車を30分繰り下げて竜陽路22:30発、滴水路22:30発とする。
- 2018年
  - 10月1日：ダイヤ改正により、土休日の快速列車を臨港大道駅に停車。
  - 11月16日：ダイヤ改正により、すべての快速列車を臨港大道駅に停車。
- 2020年
  - 6月18日：ダイヤ改正により、平日にノンストップ列車を4便設定。
  - 9月29日：ダイヤ改正により、全列車が6両編成に統一。

## 運行形態
- 新場駅と恵南駅に竜陽路行きの初電が設定されている。
- 開業時は全列車が通し運転であったが、後にダイヤ改正で平日朝ラッシュ時に恵南東折り返しの区間列車も設定された。

| 平日           | 平日                     | 平日                                | 平日                                    |
| 時間帯         | 時刻                     | 竜陽路 - 恵南東                     | 恵南東 - 滴水湖                         |
| -------------- | ------------------------ | ----------------------------------- | --------------------------------------- |
| 朝ラッシュ時   | 7:10 - 9:00              | 竜陽路方面：3分50秒 滴水湖方面：4分 | 竜陽路方面：4分30秒 滴水湖方面：4分40秒 |
| 日中           | 9:00 - 17:00             | 8分                                 | 8分                                     |
| 夕ラッシュ時   | 17:00 - 21:00            | 4分                                 | 4分                                     |
| その他の時間帯 | 初電 - 7:10 21:00 - 終電 | 8分 - 12分                          | 8分 - 12分                              |
| 土休日         |                          |                                     |                                         |
| 時間帯         | 時刻                     | 竜陽路 - 恵南東                     | 恵南東 - 滴水湖                         |
| 日中           | 7:00 - 12:00             | 4分                                 | 4分                                     |
| 日中           | 12:00 - 22:00            | 5分                                 | 5分                                     |
| その他の時間帯 | 初電 - 7:00 22:00 - 終電 | 5分 - 10分                          | 5分 - 10分                              |

## 使用車両
AC19型
- 最高速度：120 km/h
- 車両編成：3両編成
- 制御方式：VVVF交流制御
- 給電方式：第三軌条方式
- 座席：クロスシート
- 設計製造：アルストム社及び南车株洲电力机车有限公司
  - 第三軌給電方式ではあるが、治北車両基地構内では架空電車線方式が採用されているため、2両目の車両に設置されているパンタグラフが使用される。

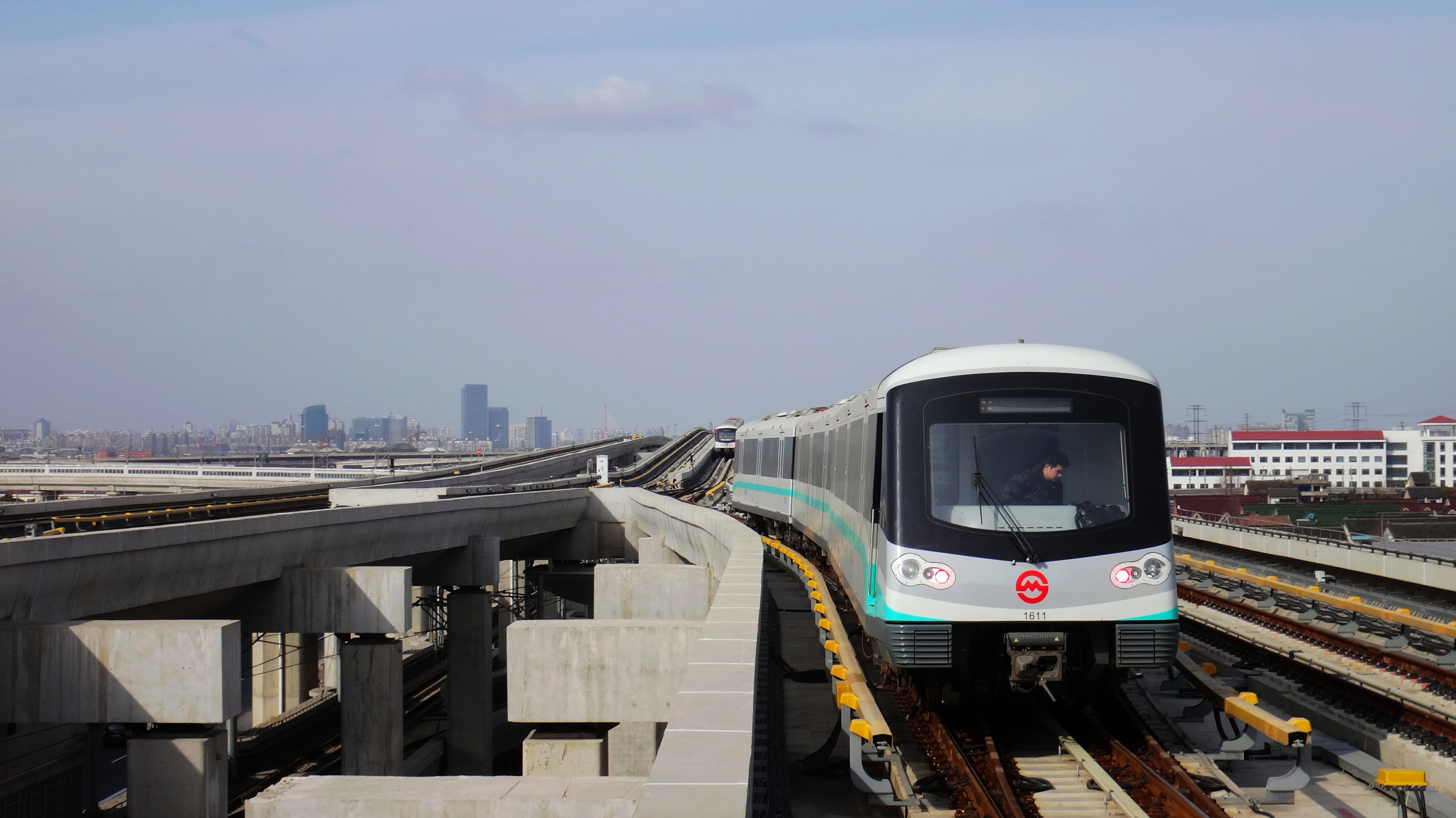
AC19型

## 駅一覧
| 駅名         | 駅名         | 駅名               | 快速 | 駅間 キロ | 営業 キロ | 接続路線                                                    | 所在地 | 所在地   |
| 日本語       | 簡体字中国語 | 英語               | 快速 | 駅間 キロ | 営業 キロ | 接続路線                                                    | 所在地 | 所在地   |
| ------------ | ------------ | ------------------ | ---- | --------- | --------- | ----------------------------------------------------------- | ------ | -------- |
| 龍陽路駅     | 龙阳路站     | Longyang Road      | ●    | -         | 0.0       | 2号線 · 7号線 · 18号線 · 上海磁浮交通発展有限公司 · ■磁浮線 | 上海市 | 浦東新区 |
| 華夏中路駅   | 华夏中路站   | Middle Huaxia Road | ｜   | 4.37      | 4.37      | 13号線                                                      | 上海市 | 浦東新区 |
| 羅山路駅     | 罗山路站     | Luoshan Road       | ●    | 2.67      | 7.04      | 11号線                                                      | 上海市 | 浦東新区 |
| 周浦東駅     | 周浦东站     | East Zhoupu        | ｜   | 4.98      | 12.02     |                                                             | 上海市 | 浦東新区 |
| 鶴沙航城駅   | 鹤沙航城站   | Heshahangcheng     | ｜   | 2.60      | 14.64     |                                                             | 上海市 | 浦東新区 |
| 航頭東駅     | 航头东站     | East Hangtou       | ｜   | 2.60      | 17.24     |                                                             | 上海市 | 浦東新区 |
| 新場駅       | 新场站       | Xinchang           | ●    | 3.60      | 20.84     |                                                             | 上海市 | 浦東新区 |
| 野生動物園駅 | 野生动物园站 | Wild Animal Park   | ｜   | 4.84      | 25.68     |                                                             | 上海市 | 浦東新区 |
| 恵南駅       | 惠南站       | Huinan             | ●    | 6.05      | 31.73     |                                                             | 上海市 | 浦東新区 |
| 恵南東駅     | 惠南东站     | East Huinan        | ｜   | 5.79      | 37.52     |                                                             | 上海市 | 浦東新区 |
| 書院駅       | 书院站       | Shuyuan            | ｜   | 10.61     | 48.13     |                                                             | 上海市 | 浦東新区 |
| 臨港大道駅   | 临港大道站   | Lingang Avenue     | ●    | 7.08      | 55.21     |                                                             | 上海市 | 浦東新区 |
| 滴水湖駅     | 滴水湖站     | Dishui Lake        | ●    | 2.59      | 57.80     |                                                             | 上海市 | 浦東新区 |